# Nationalisme technologique
Maurice Charland a caractérisé le « nationalisme technologique » comme une tendance vers la construction et la légitimation de l’État-nation par des systèmes de transport et de communication financés et parrainés par les pouvoirs publics. Harold Innis, théoricien de la communication, amorce une réflexion sur le nationalisme technologique et sur la relation économique qui unit le Canada urbain au Canada rural, idées sur lesquelles s'appuie sa théorie des principales ressources.